# 631번함
631번함은 조선민주주의인민공화국의 나진급 호위함의 2번함이다. 조선인민군 해군의 서해에 배치된 유일한 1천톤급 이상의 전투함이다. 자매함인 531번함은 동해에 배치되어있다.